# Sarah Hughes
Sarah Hughes (* 2. Mai 1985 in Manhasset, New York) ist eine ehemalige US-amerikanische Eiskunstläuferin, die im Einzellauf startete. Sie ist die Olympiasiegerin von 2002.

## Werdegang
Hughes, geboren auf Long Island, ist das vierte von sechs Kindern der US-Amerikanerin Amy Pastarnack, einer Brustkrebsüberlebenden jüdischen Glaubens, und von John Hughes, einem Kanadier irischer Herkunft, der Kapitän des Eishockeyteams der Cornell-Universität war, dem NCAA-Meister von 1970.
Ihre jüngere Schwester Emily war ebenfalls Eiskunstläuferin und nahm an den Olympischen Spielen 2006 teil.

Aufgrund der Erfahrung mit der Krankheit ihrer Mutter engagiert sich Hughes für die Brustkrebsvorsorge. Weiterhin ermöglicht sie freie Trainingsstunden für Mädchen in Harlem, New York.
Hughes begann im Alter von drei Jahren mit dem Eiskunstlaufen. Ihre Trainerin war Robin Wagner, die sie bis zu ihrer Teilnahme an der Juniorenweltmeisterschaft betreute. 1998 wurde sie US-amerikanische Juniorenmeisterin. Ihre erste nationale Meisterschaft bei den Senioren bestritt sie ein Jahr später und beendete sie auf dem vierten Platz.
Im gleichen Jahr gewann sie die Silbermedaille bei der Juniorenweltmeisterschaft und nahm auch an ihrer ersten Weltmeisterschaft bei den Senioren teil, da die Zweitplatzierte bei den nationalen Meisterschaften, Naomi Nari Nam, die eigentlich qualifiziert gewesen wäre, zu jung war. Hughes war eigentlich auch zu jung, hatte aber bereits an der Juniorenweltmeisterschaft teilgenommen, sodass für sie diese Regel nicht mehr galt. Sie beendete die Weltmeisterschaft auf dem siebten Platz.
2000 erreichte sie als Dritte erstmals das Podium bei den nationalen Meisterschaften. Bei der Weltmeisterschaft konnte sie sich im Vergleich zum Vorjahr um zwei Plätze auf Rang fünf verbessern.
2001 wurde sie US-amerikanische Vizemeisterin hinter Michelle Kwan und gewann in Vancouver mit Bronze hinter Kwan und Irina Sluzkaja ihre erste und einzige WM-Medaille.

### Olympische Winterspiele 2002

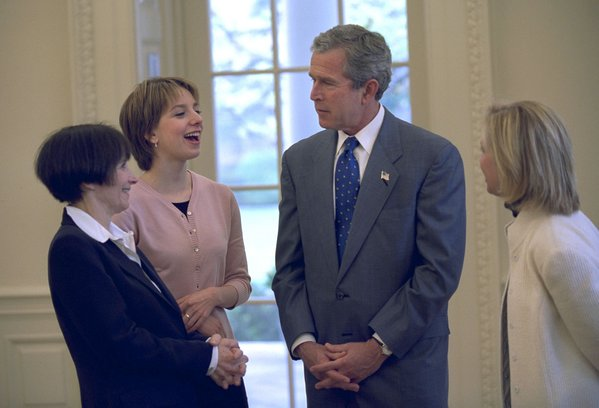
Sarah Hughes 2002 beim Treffen mit Präsident George W. Bush im Oval Office. Ganz links ihre Mutter, Amy Hughes, und ganz rechts ihre Trainerin Robin Wagner

Das Jahr 2002 wurde ihr erfolgreichstes Jahr. Durch den dritten Platz bei den nationalen Meisterschaften hinter Michelle Kwan und Sasha Cohen qualifizierte sie sich für die Olympischen Spiele in Salt Lake City. Dort lag sie nach dem Kurzprogramm auf dem vierten Platz. In ihrer Kür landete sie sieben Dreifachsprünge, inklusiver zweier Dreifach-Dreifach-Kombinationen.
Hughes gewann die Kür (mit fünf zu vier Punktrichterstimmen gegen Irina Sluzkaja) und da die vor ihr Platzierten Fehler machten, auch olympisches Gold. Russland legte Protest gegen das Resultat ein, dieser wurde aber abgewiesen. Hughes nahm nicht an der folgenden Weltmeisterschaft teil. Noch in diesem Jahr erschien ihre Biografie „Sudden Champion: The Sarah Hughes Story“, geschrieben von Richard Krawiec.
Hughes war seit Magda Julin (1920) die erste Olympiasiegerin im Eiskunstlauf der Damen, die zuvor nie Weltmeisterin gewesen war und es auch danach nicht wurde. Sie ist ebenfalls die erste US-amerikanische Trägerin dieses Titels, die niemals nationale Meisterin war.
2003 wurde Hughes US-Vizemeisterin und belegte bei ihrer letzten Weltmeisterschaft den sechsten Platz. Danach beendete sie ihre Wettkampfkarriere und begann ein Studium an der Yale-Universität. In der Saison 2004/05 nahm sie eine Auszeit vom Studium und lief bei einer Eisrevue.
2009 graduierte sie von der Universität mit einem Bachelorabschluss in Amerikanische Studien mit Schwerpunkt US-Politik.

## Sportliche Erfolge
| Wettbewerb / Saison                      | 1997/1998 | 1998/1999 | 1999/2000 | 2000/2001 | 2001/2002 | 2002/2003 |
| ---------------------------------------- | --------- | --------- | --------- | --------- | --------- | --------- |
| Olympische Winterspiele                  |           |           |           |           | 1.        |           |
| Weltmeisterschaften                      |           | 7.        | 5.        | 3.        |           | 6.        |
| Grand-Prix-Finale                        |           |           |           | 3.        | 3.        |           |
| Eiskunstlauf-Juniorenweltmeisterschaften |           | 2.        |           |           |           |           |
| US-amerikanische Meisterschaften         | 1. J      | 4.        | 3.        | 2.        | 3.        | 2.        |

- J = Junioren

## Auszeichnungen
- USOC Athlete of the Year 2002

## Politische Ambitionen
Im Mai 2023 gab Sarah Hughes die Absicht bekannt, im Jahr 2024 als Demokratin im 4. Kongresswahlbezirk von New York für ein Mandat im Repräsentantenhaus der Vereinigten Staaten kandidieren zu wollen.